# آبشار پونه‌زار

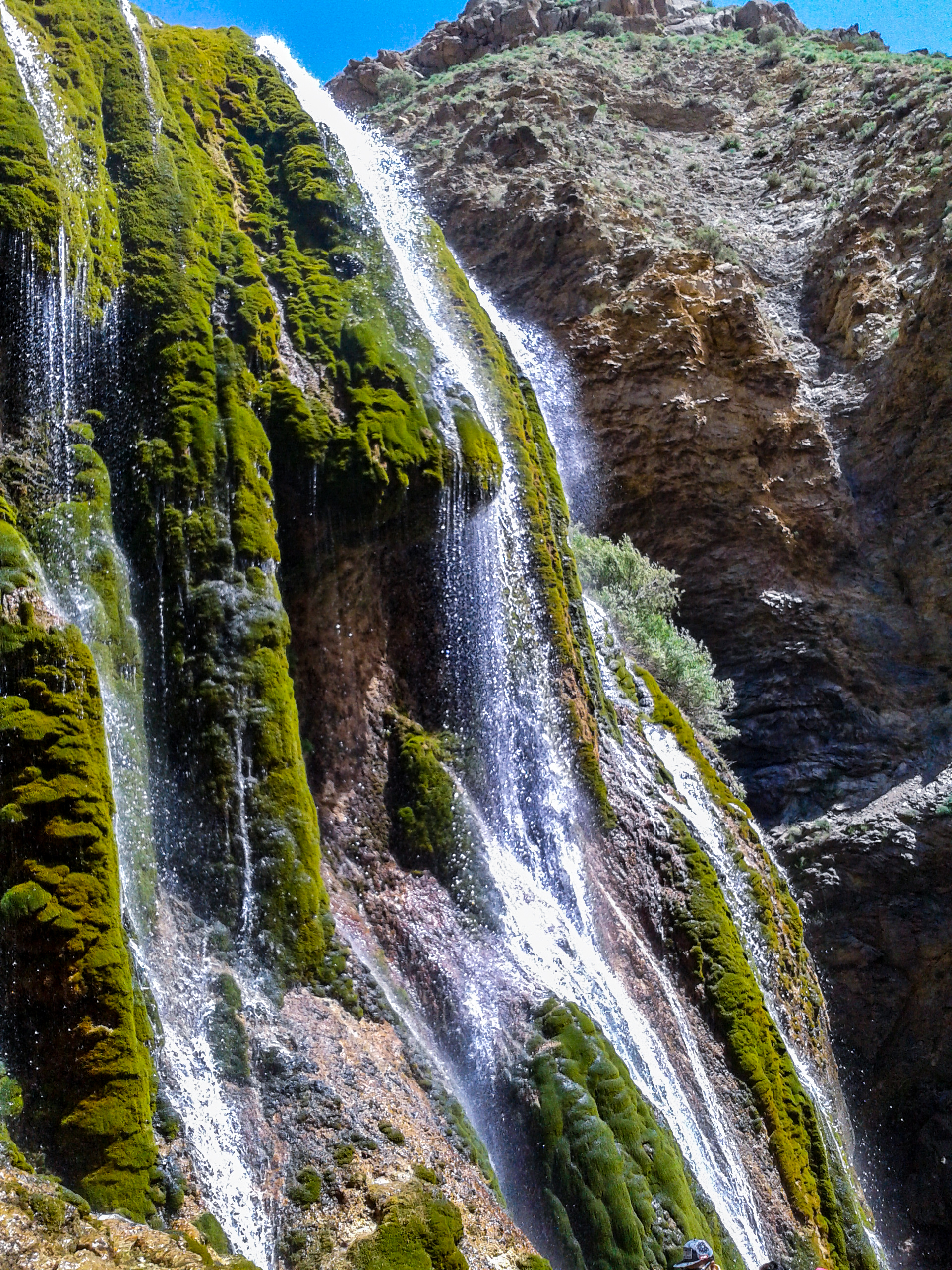
آبشار پونه‌زار

آبشار پونه‌زار آبشاری خزه‌ای با ارتفاع حدود ۷۰ متر در فاصلهٔ ۲۵ کیلومتری غرب فریدون‌شهر است که از ارتفاعات زاگرس مرکزی سرچشمه می‌گیرد. آبشاری با نام مشابه آبشار پونه در شهر همدان در جاده پیست اسکی وجود دارد.
آبشار پونه‌زار، ششمین آبشار مرتفع ایران است.

## نام
پونه‌زار ترجمهٔ کلمهٔ گرجی პიტნიანი به فارسی است. این نام از کلمهٔ პიტინა به معنای پونه و იანი یکی از پسوندهای نسبیت در زبان گرجی ساخته شده‌است. همان گونه که نام روستای گرجی نشین سیبک در نزدیکی این آبشار از واشلوانی (واشلی:سیب + ـُوانی:پسوند نسبیت) به سیبک ترجمه شده و رسمیت یافته‌است.

## جغرافیا
این آبشار دارای چندین سرچشمهٔ خنک و گوارا است و به دلیل رویش پونه در آبراهه‌های آن به آبشار پونه‌زار معروف است. ارتفاع آبشار حدود ۷۰ متر است و در محل‌های ریزش آب، خزه‌های سرسبز دائمی روئیده شده‌است، در پایین‌دست آبشار چندین واحد پرورش ماهی احداث شده و در اطراف آبشار درختان زرشک وحشی به چشم می‌خورد.